# Simbabwische Cricket-Nationalmannschaft in Sri Lanka in der Saison 2001/02
Die Tour der simbabwischen Cricket-Nationalmannschaft nach Sri Lanka in der Saison 2001/02 fand vom 1. Dezember 2001 bis zum 16. Januar 2002 statt. Die internationale Cricket-Tour war Teil der internationalen Cricket-Saison 2001/02 und umfasste drei Test Matches. Sri Lanka gewann die Testserie 3-0.

## Vorgeschichte
Beide Mannschaften spielten zuvor ein Drei-Nationen-Turnier zusammen mit den West Indies. Das letzte Aufeinandertreffen der beiden Mannschaften bei einer Tour fand in der Saison 1999/2000 in Simbabwe statt.

## Stadien
Für die Tour wurden folgende Stadien als Austragungsorte vorgesehen und wurden am 25. Oktober 2001 bekanntgegeben.
| Stadion                                            | Stadt   | Kapazität | Spiele  |
| -------------------------------------------------- | ------- | --------- | ------- |
| Sinhalese Sports Club Ground (SSC)                 | Colombo | 10.000    | 1. Test |
| Galle International Stadium                        | Galle   | 35.000    | 3. Test |
| Muttiah Muralitharan International Cricket Stadium | Kandy   | 35.000    | 2. Test |

## Kader
Sri Lanka benannte seinen Kader am 23. Dezember 2001.
| Test | Test |
| Sri Lanka | Simbabwe |
| --- | --- |
| - Sanath Jayasuriya (K) - Russel Arnold - Marvan Atapattu - Upul Chandana - Dilhara Fernando - Mahela Jayawardene - Muttiah Muralitharan - Thilan Samaraweera - Kumar Sangakkara (wk) - Hashan Tillakaratne - Chaminda Vaas - Nuwan Zoysa | - Stuart Carlisle (K) - Gary Brent - Dion Ebrahim - Andy Flower (wk) - Grant Flower - Travis Friend - Trevor Gripper - Doug Marillier - Hamilton Masakadza - Henry Olonga - Gavin Rennie - Heath Streak - Craig Wishart |

## Tour Matches
| 1. Dezember Scorecard | Moratuwa | Zimbabweans 186 (46.2)                   | – | Sri Lanka Board XI 189-4 (36.1) |
|                       |          | Sri Lanka Board XI gewinnt mit 6 Wickets |   |                                 |

| 3. Dezember Scorecard | Colombo | Zimbabweans 196-8 (50)            | – | Sri Lanka A 198-6 (46.2) |
|                       |         | Sri Lanka A gewinnt mit 4 Wickets |   |                          |

| 21.–23. Dezember Scorecard | Colombo | Zimbabweans 319-6d (90) & 169-5d (51)    | – | Sri Lanka Board XI 269-4d (93) & 223-5 (41.2) |
|                            |         | Sri Lanka Board XI gewinnt mit 5 Wickets |   |                                               |

## Test Matches

### Erster Test in Colombo (SSC)
| 27.–31. Dezember Scorecard | Colombo | Sri Lanka 586-6d (161)                           | – | Simbabwe 184 (79.5) & 236 (101.2) (f/o) |
|                            |         | Sri Lanka gewinnt mit einem Innings und 166 Runs |   |                                         |

### Zweiter Test in Kandy
| 4.–7. Januar Scorecard | Kandy | Simbabwe 236 (97) & 175 (72.4)                  | – | Sri Lanka 505 (148.5) |
|                        |       | Sri Lanka gewinnt mit einem Innings und 94 Runs |   |                       |

### Dritter Test in Galle
| 12.–15. Januar Scorecard | Galle | Sri Lanka 418 (158.4) & 212-2d (41) | – | Simbabwe 236 (134.3) & 79 (43.3) |
|                          |       | Sri Lanka gewinnt mit 315 Runs      |   |                                  |

## Statistiken
Die folgenden Cricketstatistiken wurden bei dieser Tour erzielt.
| Tests                | Tests      | Tests   | Tests   | Tests   | Tests   | Tests   | Tests   | Tests   |
| Batting              | Batting    | Batting | Batting | Batting | Batting | Batting | Batting | Batting |
| Spieler              | Mannschaft | Spiele  | Innings | Runs    | Average | HS      | 100s    | 50s     |
| -------------------- | ---------- | ------- | ------- | ------- | ------- | ------- | ------- | ------- |
| Sanath Jayasuriya    | Sri Lanka  | 3       | 4       | 295     | 73,75   | 139     | 1       | 1       |
| Kumar Sangakkara     | Sri Lanka  | 3       | 4       | 255     | 63,75   | 128     | 1       | 1       |
| Thilan Samaraweera   | Sri Lanka  | 3       | 3       | 216     | 108,00  | 123*    | 1       | 1       |
| Marvan Atapattu      | Sri Lanka  | 3       | 4       | 184     | 61,33   | 100*    | 1       | 1       |
| Mahela Jayawardene   | Sri Lanka  | 3       | 4       | 167     | 55,66   | 76      | 0       | 2       |
| Trevor Gripper       | Simbabwe   | 3       | 6       | 167     | 27,83   | 83      | 0       | 1       |
| Bowling              |            |         |         |         |         |         |         |         |
| Spieler              | Mannschaft | Spiele  | Overs   | Wickets | Average | BBI     | 5W      | 10W     |
| Muttiah Muralitharan | Sri Lanka  | 3       | 203.1   | 30      | 9,80    | 9/51    | 2       | 1       |
| Sanath Jayasuriya    | Sri Lanka  | 3       | 68      | 9       | 14,44   | 5/43    | 1       | 0       |
| Chaminda Vaas        | Sri Lanka  | 3       | 106.5   | 8       | 35,62   | 2/17    | 0       | 0       |
| Dilhara Fernando     | Sri Lanka  | 3       | 54.5    | 7       | 22,71   | 4/27    | 0       | 0       |
| Heath Streak         | Simbabwe   | 3       | 109.5   | 7       | 43,28   | 3/113   | 0       | 0       |

## Player of the Series
Als Player of the Series wurden die folgenden Spieler ausgezeichnet.
| Serie | Player of the Series |
| ----- | -------------------- |
| Test  | Muttiah Muralitharan |

### Player of the Match
Als Player of the Match wurden die folgenden Spieler ausgezeichnet.
| Spiel   | Player of the Match  |
| ------- | -------------------- |
| 1. Test | Kumar Sangakkara     |
| 2. Test | Muttiah Muralitharan |
| 3. Test | Sanath Jayasuriya    |